# Didemnum dolium
Didemnum dolium is een zakpijpensoort uit de familie van de Didemnidae. De wetenschappelijke naam van de soort is voor het eerst geldig gepubliceerd in 2008 door Kott.